# Arkadiusz Reca
Arkadiusz Reca (ur. 17 czerwca 1995 w Chojnicach) – polski piłkarz, występujący na pozycji obrońcy w Legii Warszawa  oraz reprezentacji Polski. Wychowanek Kolejarza Chojnice.
W swojej karierze grał także w takich zespołach jak Chojniczanka Chojnice, Koral Dębnica, Flota Świnoujście, Wisła Płock, SPAL 2013, FC Crotone oraz Atalanta Bergamo. Były młodzieżowy reprezentant Polski.

## Statystyki

### Reprezentacyjne
(aktualne na dzień 24 marca 2022)
| Reprezentacja | Rok     | Mecze | Bramki |
| ------------- | ------- | ----- | ------ |
| Polska        |         |       |        |
| 2018          | 3       | 0     |        |
| 2019          | 5       | 0     |        |
| 2020          | 4       | 0     |        |
| 2021          | 2       | 0     |        |
| 2022          | 1       | 0     |        |
| Ogólnie       | Ogólnie | 15    | 0      |

| Mecze i gole w reprezentacji | Mecze i gole w reprezentacji | Mecze i gole w reprezentacji | Mecze i gole w reprezentacji | Mecze i gole w reprezentacji | Mecze i gole w reprezentacji | Mecze i gole w reprezentacji |
| Lp.                          | Data                         | Miasto                       | Przeciwnik                   | Gol                          | Wynik                        | Rozgrywki                    |
| ---------------------------- | ---------------------------- | ---------------------------- | ---------------------------- | ---------------------------- | ---------------------------- | ---------------------------- |
| 1.                           | 07.09.2018                   | Bolonia                      | Włochy                       |                              | 1:1                          | LN 2018/2019                 |
| 2.                           | 11.09.2018                   | Wrocław                      | Irlandia                     |                              | 1:1                          | towarzyski                   |
| 3.                           | 14.10.2018                   | Chorzów                      | Włochy                       |                              | 0:1                          | LN 2018/2019                 |
| 4.                           | 24.03.2019                   | Warszawa                     | Łotwa                        |                              | 2:0                          | el. ME 2020                  |
| 5.                           | 10.10.2019                   | Ryga                         | Łotwa                        |                              | 3:0                          | el. ME 2020                  |
| 6.                           | 13.10.2019                   | Warszawa                     | Macedonia Północna           |                              | 2:0                          | el. ME 2020                  |
| 7.                           | 16.11.2019                   | Jerozolima                   | Izrael                       |                              | 2:1                          | el. ME 2020                  |
| 8.                           | 19.11.2019                   | Warszawa                     | Słowenia                     |                              | 3:2                          | el. ME 2020                  |
| 9.                           | 14.10.2020                   | Wrocław                      | Bośnia i Hercegowina         |                              | 3:0                          | LN 2020/2021                 |
| 10.                          | 11.11.2020                   | Chorzów                      | Ukraina                      |                              | 2:0                          | towarzyski                   |
| 11.                          | 15.11.2020                   | Reggio nell’Emilia           | Włochy                       |                              | 0:2                          | LN 2020/2021                 |
| 12.                          | 18.11.2020                   | Chorzów                      | Holandia                     |                              | 1:2                          | LN 2020/2021                 |
| 13.                          | 25.03.2021                   | Budapeszt                    | Węgry                        |                              | 3:3                          | el. MŚ 2022                  |
| 14.                          | 31.03.2021                   | Londyn                       | Anglia                       |                              | 1:2                          | el. MŚ 2022                  |
| 15.                          | 24.03.2022                   | Glasgow                      | Szkocja                      |                              | 1:1                          | towarzyski                   |